# 木村吉光
木村 吉光（きむら よしみつ、1996年8月23日 - ）は、日本のプロボクサー。香川県善通寺市出身。第2代日本スーパーフェザー級ユース王者。第45代OPBF東洋太平洋スーパーフェザー級王者。元WBOアジアパシフィックスーパーフェザー級王者。志成ボクシングジム所属。かつては白井・具志堅スポーツジムに所属していた。

## 来歴
幼稚園の頃に空手を始めた。中学からはキックボクシングを始め、プロで5勝(4KO)1分の戦績を残す。
尽誠学園高校では同好会に所属してボクシングを始め、高校卒業後に顧問の紹介で白井・具志堅スポーツジムに入門。
2015年5月10日、後楽園ホールで西川勇気とスーパーフェザー級4回戦を戦い、4回3-0（39-37、39-36×2）の判定勝ちを収めてデビュー戦を白星で飾った。
2016年東日本フェザー級新人王として、西軍代表澤井剛志を相手に4回3-0（38-37×2、38-38）の判定勝ちを収めて全日本新人王を獲得した。なおこの勝利によってJBCの発表した最新ランキングで初めてフェザー級日本ランク入りを果たす。
2018年4月12日、後楽園ホールでWBOアジアパシフィックフェザー級王者のリチャード・プミクピックに挑戦し、12回0-3（112-116×2、113-115）の判定負けを喫し、王座獲得に失敗してプロ初黒星となった。
2018年7月30日、後楽園ホールで日本スーパーフェザー級ユース王者の三瓶数馬に挑戦し、5回1分29秒TKO勝ちを収めて日本ユース王座獲得に成功した。なおこの試合で東日本ボクシング協会から2018年7月度月間賞敢闘賞を受賞した。
2019年2月14日、後楽園ホールにてフィリピンスーパーフェザー級王者のアラン・バレスピンと対戦し、2回1分17秒KO勝ちを収めた。
2019年3月19日付けで、日本スーパーフェザー級ユース王座を返上した。
2019年6月13日、後楽園ホールでジュール・ビクトリアノと対戦し、ダウンを奪われながらも5回2分53秒TKO勝ちを収めた。
2019年12月10日、後楽園ホールでOPBF東洋太平洋スーパーフェザー級王者の三代大訓に挑戦するも、12回1-2（114-113、113-114×2）判定負けを喫し、王座獲得に失敗した。
その後、白井・具志堅スポーツジムの閉鎖に伴い、Ambition GYMに移籍。
2020年11月21日、後楽園ホールで日本スーパーフェザー級11位の仲里周磨と対戦し、8回0-0（75-75×3）で引き分けとなった。
2021年12月14日、後楽園ホールでOPBF東洋太平洋スーパーフェザー級王座決定戦で同級2位の坂晃典と対戦し、3回27秒TKO勝ちで王座獲得に成功した。
2022年4月、OPBF王座を返上した。翌月、フランスでIBFインターコンチネンタル王者ジャビャ・ザヤニに挑戦する予定だったが、延期になった。
2022年8月30日、後楽園ホールにてWBOアジアパシフィックスーパーフェザー級4位の中川兼玄と同王座決定戦を行い、12回2分29秒TKO勝ちで王座獲得に成功した。
2023年1月6日、大阪府立体育会館でWBOアジアパシフィックスーパーフェザー級1位の力石政法と対戦し、5回2分52秒KO負けを喫し王座から陥落した。
2023年8月24日、後楽園ホールで再起戦としてジャスティン・テソロと対戦し、5回2分36秒KO勝ちを収めた。
2023年12月31日に大田区総合体育館で井岡一翔対ホスベル・ペレスの前座のOPBF東洋太平洋スーパーフェザー級王座決定戦で同級6位の坂晃典とOPBF王座返り咲きをかけて再戦予定だったが、30日に木村が前日計量の早朝に脱水症状と熱中症が原因で病院に緊急搬送され前日計量を欠席、試合は中止となった。同日に日本ボクシングコミッションは木村に1年間のライセンス停止処分を下した。
2024年12月31日、大田区総合体育館で堤駿斗対レネ・アルバラードの前座で1年4ヶ月ぶりかつライセンス停止処分明けの復帰戦としてWBCアジアライト級シルバー王者の呉含雲と対戦し、8回3-0判定勝ちを収めた。

## 戦績
- プロボクシング - 21戦 16勝 (10KO) 4敗 1分

| 戦           | 日付           | 勝敗 | 時間     | 内容     | 対戦相手                                 | 国籍       | 備考                                              |
| ------------ | -------------- | ---- | -------- | -------- | ---------------------------------------- | ---------- | ------------------------------------------------- |
| 1            | 2015年5月10日  | ☆    | 4R       | 判定 3-0 | 西川勇気（三迫）                         | 日本       | プロデビュー戦                                    |
| 2            | 2015年11月7日  | ☆    | 1R 1:45  | KO       | 成沢哲（スパイダー根本）                 | 日本       |                                                   |
| 3            | 2016年3月5日   | ☆    | 4R       | 判定 3-0 | 片山佑一（RK蒲田）                       | 日本       |                                                   |
| 4            | 2016年5月13日  | ☆    | 4R 1:13  | TKO      | 松澤拳（宮田）                           | 日本       | 2016年東日本フェザー級新人王予選                  |
| 5            | 2016年7月27日  | ☆    | 1R 2:45  | TKO      | 白石将晃（帝拳）                         | 日本       | 2016年東日本フェザー級新人王予選                  |
| 6            | 2016年11月13日 | ☆    | 5R       | 判定 3-0 | 新座宏（フラッシュ赤羽）                 | 日本       | 2016年東日本フェザー級新人王決勝戦                |
| 7            | 2016年12月23日 | ☆    | 4R       | 判定 2-0 | 澤井剛志 (グリーンツダ)                  | 日本       | 2016年全日本フェザー級新人王決勝戦                |
| 8            | 2017年8月10日  | ☆    | 6R       | 判定 3-0 | 中川兼玄（三迫）                         | 日本       |                                                   |
| 9            | 2017年11月20日 | ☆    | 1R 2:10  | TKO      | エークギティ・モークルンテープトンブリー | タイ       |                                                   |
| 10           | 2018年4月12日  | ★    | 12R      | 判定 0-3 | リチャード・プミクピック                 | フィリピン | WBOアジアパシフィックフェザー級タイトルマッチ     |
| 11           | 2018年7月30日  | ☆    | 5R 1:29  | TKO      | 三瓶数馬（協栄）                         | 日本       | 日本ユーススーパーフェザー級タイトルマッチ        |
| 12           | 2019年2月14日  | ☆    | 2R 1:17  | KO       | アラン・バレスピン                       | フィリピン |                                                   |
| 13           | 2019年6月13日  | ☆    | 5R 2:53  | TKO      | ジュール・ビクトリアーノ                 | フィリピン |                                                   |
| 14           | 2019年12月10日 | ★    | 12R      | 判定 1-2 | 三代大訓（ワタナベ）                     | 日本       | OPBF東洋太平洋スーパーフェザー級タイトルマッチ    |
| 15           | 2020年11月21日 | △    | 8R       | 判定 0-0 | 仲里周磨（ナカザト）                     | 日本       |                                                   |
| 16           | 2021年12月14日 | ☆    | 3R 0:27  | TKO      | 坂晃典（仲里義竜）                       | 日本       | OPBF東洋太平洋スーパーフェザー級王座決定戦        |
| 17           | 2022年8月30日  | ☆    | 12R 2:29 | TKO      | 中川兼玄（角海老宝石）                   | 日本       | WBOアジアパシフィックスーパーフェザー級王座決定戦 |
| 18           | 2023年1月6日   | ★    | 5R 2:52  | TKO      | 力石政法（緑）                           | 日本       | WBOアジア太平洋王座陥落                           |
| 19           | 2023年8月24日  | ☆    | 5R 2:36  | KO       | ジャスティン・テソロ                     | フィリピン |                                                   |
| 20           | 2024年12月31日 | ☆    | 8R       | 判定 3-0 | 呉含雲                                   | 中国       |                                                   |
| 21           | 2025年8月2日   | ★    | 8R       | 判定 1-2 | 黄少康                                   | 中国       |                                                   |
| テンプレート |                |      |          |          |                                          |            |                                                   |

## 獲得タイトル
- 全日本フェザー級新人王
- 第2代日本スーパーフェザー級ユース王座（防衛0=返上）
- OPBF東洋太平洋スーパーフェザー級王座（防衛0=返上）
- WBOアジアパシフィックスーパーフェザー級王座（防衛0）

## 出演
- シャッフルアイランド season4[23]